# North East Stars
North East Stars – założony w 2001 roku trynidadzko-tobagijski klub piłkarski mający swoją siedzibę w mieście Sangre Grande. Występuje w TT Pro League (najwyższej klasie rozgrywkowej w Trynidadzie i Tobago), a domowe mecze rozgrywa na wielofunkcyjnym stadionie Sangre Grande Regional Complex.

## Historia
Zespół dołączył do rozgrywek TT Pro League dopiero w 2002 roku, wcześniej występował w innej lidze, ECFU. Drużyna miała na celu reprezentowanie północno-wschodniej części kraju.
Pierwszy sezon w wykonaniu North East Stars był nieudany (4 zwycięstwa, 2 remisy i 22 porażki) na koniec sezonu byli oni ostatnią drużyną w lidze. Drugi sezon poszedł im znacznie lepiej, gdyż skończyli go na trzecim miejscu (19-7-10), a w trzecim sezonie, ku powszechnemu zdziwieniu, wygrali rozgrywki ligowe (14-5-2). W następnym sezonie zakończyli rozgrywki na piątym miejscu.
W 2004 roku królem strzelców ligi został Jerren Nixon, zawodnik drużyny z Sangre Grande.

## Sukcesy
- TT Pro League (3): 2004, 2017, 2023/24
- Puchar Trynidadu i Tobago (1): 2003

## Reprezentanci grający w klubie
Belize
- Mark Leslie

 Gujana
- Abassi McPherson
- Shawn Beveney
- Randolph Jerome
- Kelvin McKenzie

 Trynidad i Tobago
- Ansil Elcock
- Kevin Jeffrey
- Stokely Mason
- Anthony Wolfe